# Ganbare! Nakamura-kun!!
Ganbare! Nakamura-kun!! (яп. ガンバレ! 中村くん!! Гамбарэ! Накамура-кун!!, «Дерзай, Накамура!») — японская комедийная манга, автором которой является Сюндэй. В ней рассказывается об Окуто Накамуре, замкнутом ученике старшей школы, который тайно влюблен в своего одноклассника по имени Айки Хиросэ. Ganbare! Nakamura-kun! печаталась в журнале манги Opera с 27 декабря 2014 года по 27 августа 2016 года, а потом была выпущена в виде единого тома издательством «Аканэ синся» в 2017 году. Продолжение Motto Ganbare! Nakamura-kun!! (яп. もっとガンバレ！中村くん!! Мотто гамбарэ! Накамура-кун!!, «Дерзай ещё, Накамура!») выходило с июня 2017 года по 30 июня 2021 года.
Аудиодрама-адаптация была опубликована 8 сентября 2021 года. В адаптации Каппэй Ямагути озвучивает Накамуру, Дзюнко Такэути — Хиросэ, а Тосиюки Морикава выступает в роли рассказчика, действие сопровождается оригинальной музыкой OdiakeS. Вместе с ней была выпущена 12-страничная эксклюзивная специальная глава манги.

## Сюжет
Замкнутый шестнадцатилетний ученик старшей школы Окуто Накамура влюблен в своего одноклассника Айки Хиросэ, несмотря на то, что даже никогда с ним не разговаривал. Накамура фантазирует о знакомстве с Хиросэ и пытается создать ситуации, которые позволили бы им взаимодействовать, хотя большинство из них заканчиваются комедийным провалом. С другой стороны, время от времени ему выпадает удача, сводящая его с Хиросэ. Манга заканчивается тем, что у двух мальчиков возникает взаимная дружба.